# Mordellistena wolcotti
Mordellistena wolcotti es una especie de coleóptero de la familia Mordellidae.

## Distribución geográfica
Habita en Estados Unidos.